# 聚宝盆 (电视剧)
《聚宝盆》是陈活威指导，张卫健、范冰冰等人出演的古装传奇剧，该作主要根据明朝富商沈万三的故事进行改编。该剧是张卫健第一次与中国大陆合拍的真正意义上的电视剧。

## 剧情简介
沈万三和朱元璋原本是两个穷人，并且他们还是朋友，不过后来在他们与刘伯温等人的相识下，最终朱元璋建立了明朝，沈万三成为了富商，但是二人却在之后因为一些原因而心存芥蒂。
之后朱元璋放过了沈万三，而沈万三最后和一些人出海经商……

## 演员表
- 张卫健
- 范冰冰
- 梁冠华
- 许还山
- 高强
- 寇振海
- 彭丹
- 薛佳凝
- 张庭[9]

## 音乐原声
- 主题曲
  - 曲名：真有你的
  - 作词：林夕
  - 作曲：吴国敬
  - 演唱：张卫健、苏永康
- 片尾曲
  - 曲名：商人计
  - 作词：李斌
  - 作曲：李斌
  - 演唱：雪村

## 其他
- 最初剧务组原本希望蒋勤勤能够出演该电视剧，不过后来因为档期等原因，所以最后让张庭来出演蒋勤勤原本要饰演的角色。

## 相關連結
- 豆瓣电影上《聚宝盆》的資料 （简体中文）